# Милан Матуловић
Милан Матуловић (Београд, 12. новембар 1933 — Београд, 9. октобар 2013) био је шаховски велемајстор. Био је један од водећих велемајстора Југославије између 1960. и 1970. године. Шампион Југославије 1965. и 1967. и победник многих међународних турнира. Учествовао је на пет шаховских олимпијада од 1964-1972 и са тимом освојио 2 сребрне и две бронзане медаље и три поједимачне медаље, 1 златну и две сребрне. Играо је и на четири европска шампионата (1961-1973) и са тимом освојио три сребрне медаље. Врхунац његове каријере је било играње на осмој табли у мечу „СССР – Остатак света“, одигран 1970. Играо је против бившег светског првака Михаила Ботвиника. Једну партију је изгубио, а три ремизирао.
Када је петнаестогодишњи Роберт Фишер посетио Београд, 1958. одиграо је пријатељски меч. Фишер је победио две партије, Матуловић једну и једна је завршена ремијем.
Титулу интернационалног мајстора добија 1961. а велемајстор постаје 1965. године.
Играо је на међузонском турниру у Палма де Мајорки, 1970. године и није постигао запаженији резултат. Против бриљантног победника турнира, Роберта Фишера је успео да ремизира.
Роберт Фишер – Милан Матуловић, ½ : ½
1. e4 c5 2. Sf3 Sc6 3. Lb5 g6 4. c3 Sf6 5. De2 Lg7 6. e5 Sd5 7. Dc4 Sc7 8. Lxc6 dxc6 9. Dxc5 Dd3 10. De3 Lf5 11. Dxd3 Lxd3 12. Kd1 Se6 13. Se1 Sf4 14. Sxd3 Sxd3 15. f4 Lh6 16. Kc2 Sxc1 17. Te1 O-O-O 18. Kxc1 Lxf4 19. g3 Lh6 20. Kc2 Td5 21. b4 b6 22. a4 a5 23. bxa5 bxa5 24. d4 c5 25. Te4 Thd8 26. Kd3 cxd4 27. cxd4 Lg7 28. Ke3 Lh6+ 29. Kd3 Lg7 30. Kc4 f5 31. Sc3 e6 32. Th4 g5 33. Txh7 Txd4+ 34. Kb5 Lxe5 35. Tc1 Tb4+ 36. Kxa5 Tc4 37. Se2 Td5+ 38. Kb6 Tdc5 39. Txc4 Txc4 40. h4 Tc2 41. hxg5 Txe2 42. g6 Tb2+ 43. Ka6 Tb4 44. g7 Lxg7 45. Txg7 Txa4+ 46. Kb5 Td4 47. Te7 Te4 48. Kc5 Kd8 49. Ta7 Ke8 50. Kd6 Kf8 51. Tb7 Te3 52. Ta7 Te1 53. Tb7 Te4 54. Ta7 Te2 55. Tb7 Te3 56. Ta7 Kg8 57. Tb7 Te1 58. Te7 Te3 59. Txe6 Txg3 60. Ke5 ½ : ½

## Жадуб
|   | a | b | c | d | e | f | g | h |   |
| 8 | e8 black rook · g8 black king · d7 black knight · f7 black pawn · a6 black pawn · c6 black queen · d6 white pawn · f6 white pawn · h6 black pawn · b5 black pawn · g5 black pawn · b3 white pawn · e3 black rook · g3 white pawn · h3 white pawn · c2 white pawn · e2 white bishop · f2 white queen · d1 white rook · e1 white rook · f1 white king | e8 black rook · g8 black king · d7 black knight · f7 black pawn · a6 black pawn · c6 black queen · d6 white pawn · f6 white pawn · h6 black pawn · b5 black pawn · g5 black pawn · b3 white pawn · e3 black rook · g3 white pawn · h3 white pawn · c2 white pawn · e2 white bishop · f2 white queen · d1 white rook · e1 white rook · f1 white king | e8 black rook · g8 black king · d7 black knight · f7 black pawn · a6 black pawn · c6 black queen · d6 white pawn · f6 white pawn · h6 black pawn · b5 black pawn · g5 black pawn · b3 white pawn · e3 black rook · g3 white pawn · h3 white pawn · c2 white pawn · e2 white bishop · f2 white queen · d1 white rook · e1 white rook · f1 white king | e8 black rook · g8 black king · d7 black knight · f7 black pawn · a6 black pawn · c6 black queen · d6 white pawn · f6 white pawn · h6 black pawn · b5 black pawn · g5 black pawn · b3 white pawn · e3 black rook · g3 white pawn · h3 white pawn · c2 white pawn · e2 white bishop · f2 white queen · d1 white rook · e1 white rook · f1 white king | e8 black rook · g8 black king · d7 black knight · f7 black pawn · a6 black pawn · c6 black queen · d6 white pawn · f6 white pawn · h6 black pawn · b5 black pawn · g5 black pawn · b3 white pawn · e3 black rook · g3 white pawn · h3 white pawn · c2 white pawn · e2 white bishop · f2 white queen · d1 white rook · e1 white rook · f1 white king | e8 black rook · g8 black king · d7 black knight · f7 black pawn · a6 black pawn · c6 black queen · d6 white pawn · f6 white pawn · h6 black pawn · b5 black pawn · g5 black pawn · b3 white pawn · e3 black rook · g3 white pawn · h3 white pawn · c2 white pawn · e2 white bishop · f2 white queen · d1 white rook · e1 white rook · f1 white king | e8 black rook · g8 black king · d7 black knight · f7 black pawn · a6 black pawn · c6 black queen · d6 white pawn · f6 white pawn · h6 black pawn · b5 black pawn · g5 black pawn · b3 white pawn · e3 black rook · g3 white pawn · h3 white pawn · c2 white pawn · e2 white bishop · f2 white queen · d1 white rook · e1 white rook · f1 white king | e8 black rook · g8 black king · d7 black knight · f7 black pawn · a6 black pawn · c6 black queen · d6 white pawn · f6 white pawn · h6 black pawn · b5 black pawn · g5 black pawn · b3 white pawn · e3 black rook · g3 white pawn · h3 white pawn · c2 white pawn · e2 white bishop · f2 white queen · d1 white rook · e1 white rook · f1 white king | 8 |
| 7 | e8 black rook · g8 black king · d7 black knight · f7 black pawn · a6 black pawn · c6 black queen · d6 white pawn · f6 white pawn · h6 black pawn · b5 black pawn · g5 black pawn · b3 white pawn · e3 black rook · g3 white pawn · h3 white pawn · c2 white pawn · e2 white bishop · f2 white queen · d1 white rook · e1 white rook · f1 white king | e8 black rook · g8 black king · d7 black knight · f7 black pawn · a6 black pawn · c6 black queen · d6 white pawn · f6 white pawn · h6 black pawn · b5 black pawn · g5 black pawn · b3 white pawn · e3 black rook · g3 white pawn · h3 white pawn · c2 white pawn · e2 white bishop · f2 white queen · d1 white rook · e1 white rook · f1 white king | e8 black rook · g8 black king · d7 black knight · f7 black pawn · a6 black pawn · c6 black queen · d6 white pawn · f6 white pawn · h6 black pawn · b5 black pawn · g5 black pawn · b3 white pawn · e3 black rook · g3 white pawn · h3 white pawn · c2 white pawn · e2 white bishop · f2 white queen · d1 white rook · e1 white rook · f1 white king | e8 black rook · g8 black king · d7 black knight · f7 black pawn · a6 black pawn · c6 black queen · d6 white pawn · f6 white pawn · h6 black pawn · b5 black pawn · g5 black pawn · b3 white pawn · e3 black rook · g3 white pawn · h3 white pawn · c2 white pawn · e2 white bishop · f2 white queen · d1 white rook · e1 white rook · f1 white king | e8 black rook · g8 black king · d7 black knight · f7 black pawn · a6 black pawn · c6 black queen · d6 white pawn · f6 white pawn · h6 black pawn · b5 black pawn · g5 black pawn · b3 white pawn · e3 black rook · g3 white pawn · h3 white pawn · c2 white pawn · e2 white bishop · f2 white queen · d1 white rook · e1 white rook · f1 white king | e8 black rook · g8 black king · d7 black knight · f7 black pawn · a6 black pawn · c6 black queen · d6 white pawn · f6 white pawn · h6 black pawn · b5 black pawn · g5 black pawn · b3 white pawn · e3 black rook · g3 white pawn · h3 white pawn · c2 white pawn · e2 white bishop · f2 white queen · d1 white rook · e1 white rook · f1 white king | e8 black rook · g8 black king · d7 black knight · f7 black pawn · a6 black pawn · c6 black queen · d6 white pawn · f6 white pawn · h6 black pawn · b5 black pawn · g5 black pawn · b3 white pawn · e3 black rook · g3 white pawn · h3 white pawn · c2 white pawn · e2 white bishop · f2 white queen · d1 white rook · e1 white rook · f1 white king | e8 black rook · g8 black king · d7 black knight · f7 black pawn · a6 black pawn · c6 black queen · d6 white pawn · f6 white pawn · h6 black pawn · b5 black pawn · g5 black pawn · b3 white pawn · e3 black rook · g3 white pawn · h3 white pawn · c2 white pawn · e2 white bishop · f2 white queen · d1 white rook · e1 white rook · f1 white king | 7 |
| 6 | e8 black rook · g8 black king · d7 black knight · f7 black pawn · a6 black pawn · c6 black queen · d6 white pawn · f6 white pawn · h6 black pawn · b5 black pawn · g5 black pawn · b3 white pawn · e3 black rook · g3 white pawn · h3 white pawn · c2 white pawn · e2 white bishop · f2 white queen · d1 white rook · e1 white rook · f1 white king | e8 black rook · g8 black king · d7 black knight · f7 black pawn · a6 black pawn · c6 black queen · d6 white pawn · f6 white pawn · h6 black pawn · b5 black pawn · g5 black pawn · b3 white pawn · e3 black rook · g3 white pawn · h3 white pawn · c2 white pawn · e2 white bishop · f2 white queen · d1 white rook · e1 white rook · f1 white king | e8 black rook · g8 black king · d7 black knight · f7 black pawn · a6 black pawn · c6 black queen · d6 white pawn · f6 white pawn · h6 black pawn · b5 black pawn · g5 black pawn · b3 white pawn · e3 black rook · g3 white pawn · h3 white pawn · c2 white pawn · e2 white bishop · f2 white queen · d1 white rook · e1 white rook · f1 white king | e8 black rook · g8 black king · d7 black knight · f7 black pawn · a6 black pawn · c6 black queen · d6 white pawn · f6 white pawn · h6 black pawn · b5 black pawn · g5 black pawn · b3 white pawn · e3 black rook · g3 white pawn · h3 white pawn · c2 white pawn · e2 white bishop · f2 white queen · d1 white rook · e1 white rook · f1 white king | e8 black rook · g8 black king · d7 black knight · f7 black pawn · a6 black pawn · c6 black queen · d6 white pawn · f6 white pawn · h6 black pawn · b5 black pawn · g5 black pawn · b3 white pawn · e3 black rook · g3 white pawn · h3 white pawn · c2 white pawn · e2 white bishop · f2 white queen · d1 white rook · e1 white rook · f1 white king | e8 black rook · g8 black king · d7 black knight · f7 black pawn · a6 black pawn · c6 black queen · d6 white pawn · f6 white pawn · h6 black pawn · b5 black pawn · g5 black pawn · b3 white pawn · e3 black rook · g3 white pawn · h3 white pawn · c2 white pawn · e2 white bishop · f2 white queen · d1 white rook · e1 white rook · f1 white king | e8 black rook · g8 black king · d7 black knight · f7 black pawn · a6 black pawn · c6 black queen · d6 white pawn · f6 white pawn · h6 black pawn · b5 black pawn · g5 black pawn · b3 white pawn · e3 black rook · g3 white pawn · h3 white pawn · c2 white pawn · e2 white bishop · f2 white queen · d1 white rook · e1 white rook · f1 white king | e8 black rook · g8 black king · d7 black knight · f7 black pawn · a6 black pawn · c6 black queen · d6 white pawn · f6 white pawn · h6 black pawn · b5 black pawn · g5 black pawn · b3 white pawn · e3 black rook · g3 white pawn · h3 white pawn · c2 white pawn · e2 white bishop · f2 white queen · d1 white rook · e1 white rook · f1 white king | 6 |
| 5 | e8 black rook · g8 black king · d7 black knight · f7 black pawn · a6 black pawn · c6 black queen · d6 white pawn · f6 white pawn · h6 black pawn · b5 black pawn · g5 black pawn · b3 white pawn · e3 black rook · g3 white pawn · h3 white pawn · c2 white pawn · e2 white bishop · f2 white queen · d1 white rook · e1 white rook · f1 white king | e8 black rook · g8 black king · d7 black knight · f7 black pawn · a6 black pawn · c6 black queen · d6 white pawn · f6 white pawn · h6 black pawn · b5 black pawn · g5 black pawn · b3 white pawn · e3 black rook · g3 white pawn · h3 white pawn · c2 white pawn · e2 white bishop · f2 white queen · d1 white rook · e1 white rook · f1 white king | e8 black rook · g8 black king · d7 black knight · f7 black pawn · a6 black pawn · c6 black queen · d6 white pawn · f6 white pawn · h6 black pawn · b5 black pawn · g5 black pawn · b3 white pawn · e3 black rook · g3 white pawn · h3 white pawn · c2 white pawn · e2 white bishop · f2 white queen · d1 white rook · e1 white rook · f1 white king | e8 black rook · g8 black king · d7 black knight · f7 black pawn · a6 black pawn · c6 black queen · d6 white pawn · f6 white pawn · h6 black pawn · b5 black pawn · g5 black pawn · b3 white pawn · e3 black rook · g3 white pawn · h3 white pawn · c2 white pawn · e2 white bishop · f2 white queen · d1 white rook · e1 white rook · f1 white king | e8 black rook · g8 black king · d7 black knight · f7 black pawn · a6 black pawn · c6 black queen · d6 white pawn · f6 white pawn · h6 black pawn · b5 black pawn · g5 black pawn · b3 white pawn · e3 black rook · g3 white pawn · h3 white pawn · c2 white pawn · e2 white bishop · f2 white queen · d1 white rook · e1 white rook · f1 white king | e8 black rook · g8 black king · d7 black knight · f7 black pawn · a6 black pawn · c6 black queen · d6 white pawn · f6 white pawn · h6 black pawn · b5 black pawn · g5 black pawn · b3 white pawn · e3 black rook · g3 white pawn · h3 white pawn · c2 white pawn · e2 white bishop · f2 white queen · d1 white rook · e1 white rook · f1 white king | e8 black rook · g8 black king · d7 black knight · f7 black pawn · a6 black pawn · c6 black queen · d6 white pawn · f6 white pawn · h6 black pawn · b5 black pawn · g5 black pawn · b3 white pawn · e3 black rook · g3 white pawn · h3 white pawn · c2 white pawn · e2 white bishop · f2 white queen · d1 white rook · e1 white rook · f1 white king | e8 black rook · g8 black king · d7 black knight · f7 black pawn · a6 black pawn · c6 black queen · d6 white pawn · f6 white pawn · h6 black pawn · b5 black pawn · g5 black pawn · b3 white pawn · e3 black rook · g3 white pawn · h3 white pawn · c2 white pawn · e2 white bishop · f2 white queen · d1 white rook · e1 white rook · f1 white king | 5 |
| 4 | e8 black rook · g8 black king · d7 black knight · f7 black pawn · a6 black pawn · c6 black queen · d6 white pawn · f6 white pawn · h6 black pawn · b5 black pawn · g5 black pawn · b3 white pawn · e3 black rook · g3 white pawn · h3 white pawn · c2 white pawn · e2 white bishop · f2 white queen · d1 white rook · e1 white rook · f1 white king | e8 black rook · g8 black king · d7 black knight · f7 black pawn · a6 black pawn · c6 black queen · d6 white pawn · f6 white pawn · h6 black pawn · b5 black pawn · g5 black pawn · b3 white pawn · e3 black rook · g3 white pawn · h3 white pawn · c2 white pawn · e2 white bishop · f2 white queen · d1 white rook · e1 white rook · f1 white king | e8 black rook · g8 black king · d7 black knight · f7 black pawn · a6 black pawn · c6 black queen · d6 white pawn · f6 white pawn · h6 black pawn · b5 black pawn · g5 black pawn · b3 white pawn · e3 black rook · g3 white pawn · h3 white pawn · c2 white pawn · e2 white bishop · f2 white queen · d1 white rook · e1 white rook · f1 white king | e8 black rook · g8 black king · d7 black knight · f7 black pawn · a6 black pawn · c6 black queen · d6 white pawn · f6 white pawn · h6 black pawn · b5 black pawn · g5 black pawn · b3 white pawn · e3 black rook · g3 white pawn · h3 white pawn · c2 white pawn · e2 white bishop · f2 white queen · d1 white rook · e1 white rook · f1 white king | e8 black rook · g8 black king · d7 black knight · f7 black pawn · a6 black pawn · c6 black queen · d6 white pawn · f6 white pawn · h6 black pawn · b5 black pawn · g5 black pawn · b3 white pawn · e3 black rook · g3 white pawn · h3 white pawn · c2 white pawn · e2 white bishop · f2 white queen · d1 white rook · e1 white rook · f1 white king | e8 black rook · g8 black king · d7 black knight · f7 black pawn · a6 black pawn · c6 black queen · d6 white pawn · f6 white pawn · h6 black pawn · b5 black pawn · g5 black pawn · b3 white pawn · e3 black rook · g3 white pawn · h3 white pawn · c2 white pawn · e2 white bishop · f2 white queen · d1 white rook · e1 white rook · f1 white king | e8 black rook · g8 black king · d7 black knight · f7 black pawn · a6 black pawn · c6 black queen · d6 white pawn · f6 white pawn · h6 black pawn · b5 black pawn · g5 black pawn · b3 white pawn · e3 black rook · g3 white pawn · h3 white pawn · c2 white pawn · e2 white bishop · f2 white queen · d1 white rook · e1 white rook · f1 white king | e8 black rook · g8 black king · d7 black knight · f7 black pawn · a6 black pawn · c6 black queen · d6 white pawn · f6 white pawn · h6 black pawn · b5 black pawn · g5 black pawn · b3 white pawn · e3 black rook · g3 white pawn · h3 white pawn · c2 white pawn · e2 white bishop · f2 white queen · d1 white rook · e1 white rook · f1 white king | 4 |
| 3 | e8 black rook · g8 black king · d7 black knight · f7 black pawn · a6 black pawn · c6 black queen · d6 white pawn · f6 white pawn · h6 black pawn · b5 black pawn · g5 black pawn · b3 white pawn · e3 black rook · g3 white pawn · h3 white pawn · c2 white pawn · e2 white bishop · f2 white queen · d1 white rook · e1 white rook · f1 white king | e8 black rook · g8 black king · d7 black knight · f7 black pawn · a6 black pawn · c6 black queen · d6 white pawn · f6 white pawn · h6 black pawn · b5 black pawn · g5 black pawn · b3 white pawn · e3 black rook · g3 white pawn · h3 white pawn · c2 white pawn · e2 white bishop · f2 white queen · d1 white rook · e1 white rook · f1 white king | e8 black rook · g8 black king · d7 black knight · f7 black pawn · a6 black pawn · c6 black queen · d6 white pawn · f6 white pawn · h6 black pawn · b5 black pawn · g5 black pawn · b3 white pawn · e3 black rook · g3 white pawn · h3 white pawn · c2 white pawn · e2 white bishop · f2 white queen · d1 white rook · e1 white rook · f1 white king | e8 black rook · g8 black king · d7 black knight · f7 black pawn · a6 black pawn · c6 black queen · d6 white pawn · f6 white pawn · h6 black pawn · b5 black pawn · g5 black pawn · b3 white pawn · e3 black rook · g3 white pawn · h3 white pawn · c2 white pawn · e2 white bishop · f2 white queen · d1 white rook · e1 white rook · f1 white king | e8 black rook · g8 black king · d7 black knight · f7 black pawn · a6 black pawn · c6 black queen · d6 white pawn · f6 white pawn · h6 black pawn · b5 black pawn · g5 black pawn · b3 white pawn · e3 black rook · g3 white pawn · h3 white pawn · c2 white pawn · e2 white bishop · f2 white queen · d1 white rook · e1 white rook · f1 white king | e8 black rook · g8 black king · d7 black knight · f7 black pawn · a6 black pawn · c6 black queen · d6 white pawn · f6 white pawn · h6 black pawn · b5 black pawn · g5 black pawn · b3 white pawn · e3 black rook · g3 white pawn · h3 white pawn · c2 white pawn · e2 white bishop · f2 white queen · d1 white rook · e1 white rook · f1 white king | e8 black rook · g8 black king · d7 black knight · f7 black pawn · a6 black pawn · c6 black queen · d6 white pawn · f6 white pawn · h6 black pawn · b5 black pawn · g5 black pawn · b3 white pawn · e3 black rook · g3 white pawn · h3 white pawn · c2 white pawn · e2 white bishop · f2 white queen · d1 white rook · e1 white rook · f1 white king | e8 black rook · g8 black king · d7 black knight · f7 black pawn · a6 black pawn · c6 black queen · d6 white pawn · f6 white pawn · h6 black pawn · b5 black pawn · g5 black pawn · b3 white pawn · e3 black rook · g3 white pawn · h3 white pawn · c2 white pawn · e2 white bishop · f2 white queen · d1 white rook · e1 white rook · f1 white king | 3 |
| 2 | e8 black rook · g8 black king · d7 black knight · f7 black pawn · a6 black pawn · c6 black queen · d6 white pawn · f6 white pawn · h6 black pawn · b5 black pawn · g5 black pawn · b3 white pawn · e3 black rook · g3 white pawn · h3 white pawn · c2 white pawn · e2 white bishop · f2 white queen · d1 white rook · e1 white rook · f1 white king | e8 black rook · g8 black king · d7 black knight · f7 black pawn · a6 black pawn · c6 black queen · d6 white pawn · f6 white pawn · h6 black pawn · b5 black pawn · g5 black pawn · b3 white pawn · e3 black rook · g3 white pawn · h3 white pawn · c2 white pawn · e2 white bishop · f2 white queen · d1 white rook · e1 white rook · f1 white king | e8 black rook · g8 black king · d7 black knight · f7 black pawn · a6 black pawn · c6 black queen · d6 white pawn · f6 white pawn · h6 black pawn · b5 black pawn · g5 black pawn · b3 white pawn · e3 black rook · g3 white pawn · h3 white pawn · c2 white pawn · e2 white bishop · f2 white queen · d1 white rook · e1 white rook · f1 white king | e8 black rook · g8 black king · d7 black knight · f7 black pawn · a6 black pawn · c6 black queen · d6 white pawn · f6 white pawn · h6 black pawn · b5 black pawn · g5 black pawn · b3 white pawn · e3 black rook · g3 white pawn · h3 white pawn · c2 white pawn · e2 white bishop · f2 white queen · d1 white rook · e1 white rook · f1 white king | e8 black rook · g8 black king · d7 black knight · f7 black pawn · a6 black pawn · c6 black queen · d6 white pawn · f6 white pawn · h6 black pawn · b5 black pawn · g5 black pawn · b3 white pawn · e3 black rook · g3 white pawn · h3 white pawn · c2 white pawn · e2 white bishop · f2 white queen · d1 white rook · e1 white rook · f1 white king | e8 black rook · g8 black king · d7 black knight · f7 black pawn · a6 black pawn · c6 black queen · d6 white pawn · f6 white pawn · h6 black pawn · b5 black pawn · g5 black pawn · b3 white pawn · e3 black rook · g3 white pawn · h3 white pawn · c2 white pawn · e2 white bishop · f2 white queen · d1 white rook · e1 white rook · f1 white king | e8 black rook · g8 black king · d7 black knight · f7 black pawn · a6 black pawn · c6 black queen · d6 white pawn · f6 white pawn · h6 black pawn · b5 black pawn · g5 black pawn · b3 white pawn · e3 black rook · g3 white pawn · h3 white pawn · c2 white pawn · e2 white bishop · f2 white queen · d1 white rook · e1 white rook · f1 white king | e8 black rook · g8 black king · d7 black knight · f7 black pawn · a6 black pawn · c6 black queen · d6 white pawn · f6 white pawn · h6 black pawn · b5 black pawn · g5 black pawn · b3 white pawn · e3 black rook · g3 white pawn · h3 white pawn · c2 white pawn · e2 white bishop · f2 white queen · d1 white rook · e1 white rook · f1 white king | 2 |
| 1 | e8 black rook · g8 black king · d7 black knight · f7 black pawn · a6 black pawn · c6 black queen · d6 white pawn · f6 white pawn · h6 black pawn · b5 black pawn · g5 black pawn · b3 white pawn · e3 black rook · g3 white pawn · h3 white pawn · c2 white pawn · e2 white bishop · f2 white queen · d1 white rook · e1 white rook · f1 white king | e8 black rook · g8 black king · d7 black knight · f7 black pawn · a6 black pawn · c6 black queen · d6 white pawn · f6 white pawn · h6 black pawn · b5 black pawn · g5 black pawn · b3 white pawn · e3 black rook · g3 white pawn · h3 white pawn · c2 white pawn · e2 white bishop · f2 white queen · d1 white rook · e1 white rook · f1 white king | e8 black rook · g8 black king · d7 black knight · f7 black pawn · a6 black pawn · c6 black queen · d6 white pawn · f6 white pawn · h6 black pawn · b5 black pawn · g5 black pawn · b3 white pawn · e3 black rook · g3 white pawn · h3 white pawn · c2 white pawn · e2 white bishop · f2 white queen · d1 white rook · e1 white rook · f1 white king | e8 black rook · g8 black king · d7 black knight · f7 black pawn · a6 black pawn · c6 black queen · d6 white pawn · f6 white pawn · h6 black pawn · b5 black pawn · g5 black pawn · b3 white pawn · e3 black rook · g3 white pawn · h3 white pawn · c2 white pawn · e2 white bishop · f2 white queen · d1 white rook · e1 white rook · f1 white king | e8 black rook · g8 black king · d7 black knight · f7 black pawn · a6 black pawn · c6 black queen · d6 white pawn · f6 white pawn · h6 black pawn · b5 black pawn · g5 black pawn · b3 white pawn · e3 black rook · g3 white pawn · h3 white pawn · c2 white pawn · e2 white bishop · f2 white queen · d1 white rook · e1 white rook · f1 white king | e8 black rook · g8 black king · d7 black knight · f7 black pawn · a6 black pawn · c6 black queen · d6 white pawn · f6 white pawn · h6 black pawn · b5 black pawn · g5 black pawn · b3 white pawn · e3 black rook · g3 white pawn · h3 white pawn · c2 white pawn · e2 white bishop · f2 white queen · d1 white rook · e1 white rook · f1 white king | e8 black rook · g8 black king · d7 black knight · f7 black pawn · a6 black pawn · c6 black queen · d6 white pawn · f6 white pawn · h6 black pawn · b5 black pawn · g5 black pawn · b3 white pawn · e3 black rook · g3 white pawn · h3 white pawn · c2 white pawn · e2 white bishop · f2 white queen · d1 white rook · e1 white rook · f1 white king | e8 black rook · g8 black king · d7 black knight · f7 black pawn · a6 black pawn · c6 black queen · d6 white pawn · f6 white pawn · h6 black pawn · b5 black pawn · g5 black pawn · b3 white pawn · e3 black rook · g3 white pawn · h3 white pawn · c2 white pawn · e2 white bishop · f2 white queen · d1 white rook · e1 white rook · f1 white king | 1 |
|   | a | b | c | d | e | f | g | h |   |

На међузонском турниру одржаном 1967. одиграо је потез којим губи фигуру али је фигуру вратио и изговорио Жадуб (поправљам фигуру). Његов противник, Мађар Иштван Билек био је запањен овим потезом противника јер се на такмичењима овог ранга не дешава враћање потеза. Иако је позвао судију, посматрачи су потврдили да је Матуловић на време рекао J'adoube, партија се наставила и завршила ремијем.
У овој позицији Матуловић је одиграо 38. Lf3?? и пре него што је Билек одиграо T:f3, Матуловић је вратио ловца на е2 и одиграо 38. Kg1.
После ове партије други играчи су Матуловићу дали надимак „Жадубовић“.
Учешће на шаховским олимпијадама кроз статистику

## Шаховске олимпијаде

### Укупни учинак кроз статистику
| Године    | Σ поена | Σ партија |  | +  | =  | - |  | %    | Освојене медаље на олимпијади тимске \| појединачне |
| 1964-1972 | 60      | 78        |  | 46 | 28 | 4 |  | 76.9 | 0 - 1 - 1 \| 0 - 0 - 0                              |

### Статистика по годинама
| Година | Табла | Σ поена | Σ партија |  | +  | = | - |  | %    | тимско место | појединачно |
| 1972.  | 1     | 13½     | 18        |  | 9  | 9 | 0 |  | 75.0 | 3.           |             |
| 1970.  | 3     | 13      | 17        |  | 10 | 6 | 1 |  | 76.5 | 3.           | 2.          |
| 1968.  | 4     | 10½     | 15        |  | 8  | 5 | 2 |  | 70.0 | 2.           |             |
| 1966.  | 1     | 12      | 15        |  | 9  | 6 | 0 |  | 80.0 | 4.           | 2.          |
| 1964.  | 2     | 11      | 13        |  | 10 | 2 | 1 |  | 84.6 | 2.           | 1.          |

## Учешће на европским тимским шампионатима
| Место      | Земља   | Табла | Скор | Тимски резултат |
| Оберхаузен | Немачка | 5.    | 4½/9 | II              |

| Место   | Земља   | Табла | Скор  | Тимски резултат |
| Хамбург | Немачка | 4.    | 6½/10 | II              |

| Место      | Земља    | Табла | Скор | Тимски резултат |
| Капфенберг | Аустрија | 3.    | 3/7  | IV              |

| Место | Земља    | Табла | Скор | Тимски резултат |
| Бат   | Енглеска | 4.    | 3/6  | II              |

## МИТРОПА куп кроз статистику
| Година | Табла | Σ поена | Σ партија |  | + | = | - |  | %    | тимско место | појединачно |
| 1987.  | 1     | 2       | 5         |  | 1 | 2 | 2 |  | 40,0 | 3.           |             |